# スケネクタディ (ニューヨーク州)

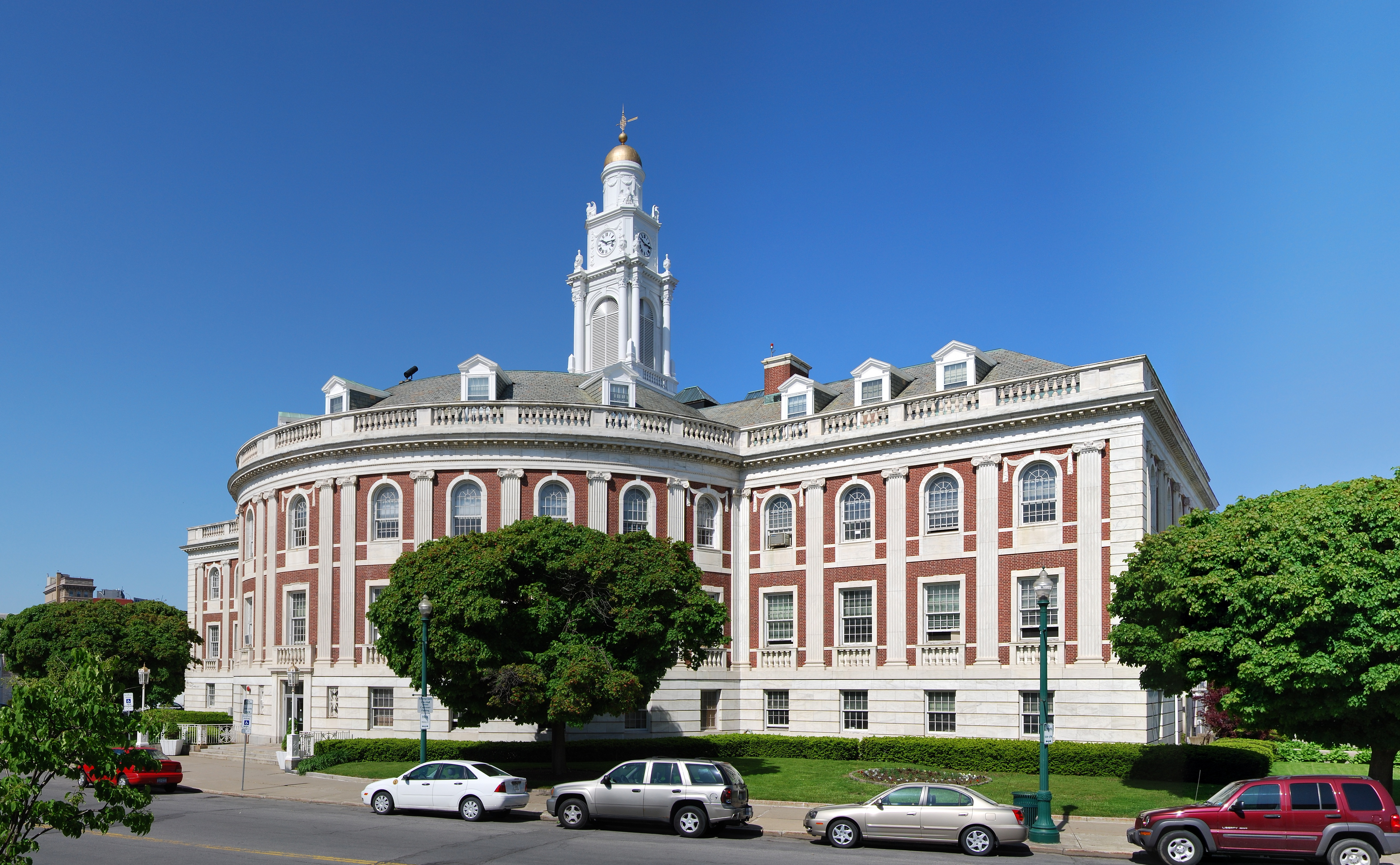
市役所

スケネクタディ（Schenectady [skɨˈnɛktədi]）は、アメリカ合衆国ニューヨーク州のスケネクタディ郡にある都市。同郡の郡庁所在地である。人口は6万7047人（2020年）。市の名称スケネクタディの由来は、モホーク族の言葉で「マツの木々の向こう側」などの意味をあらわす言葉。

## 歴史
現在スケネクタディが位置する場所は元来、モホーク族の土地であった。17世紀中頃にオランダ人入植者たちがハドソン渓谷に到着した時、オレンジ砦（Fort Orange）にあった彼らの住居を見たモホーク族が「ショー・ノー・タ・ダ（Schau-naugh-ta-da）」と呼んだ。これは「マツの平野の向こう側」を意味していたが、結局はこの言葉が由来となった。
地域一帯がニューネーデルラントのオランダ入植地となった1661年、このスケネクタディに最初の入植者が現れた。ウィリアム王戦争の只中にあった1690年2月8日、フランスとインディアンの同盟軍によって同地に住む多くの人々が殺害された。また、後のジョージ王戦争が行われていた1748年にも、再びフランスとインディアンの同盟軍によって襲撃されている。
スケネクタディが区として合併されたのは1765年、市に昇格したのは1798年のことである。アメリカ独立戦争期には、アルバニー郡第2連隊（2nd Albany County Militia Regiment）が地域で編成され、サラトガの戦いやイギリス擁護派との戦いで主に活躍している。
1887年にはトーマス・エジソンが自身のエジソン・マシン・ワークス社をスケネクタディへと移し、1892年にはゼネラル・エレクトリックの本部になった。

## 地理
州都オールバニの北西30キロメートルに位置している。
市域面積は28.5 km²。

## 教育
ユニオン大学は、小規模な私立のリベラルアーツ大学だが、1795年設立の名門校である。

## 名所
ダウンタウンには歴史的建築物が並ぶ。プロクターズ・シアター（Proctor's Theatre）等が名所。

## 交通

### 鉄道

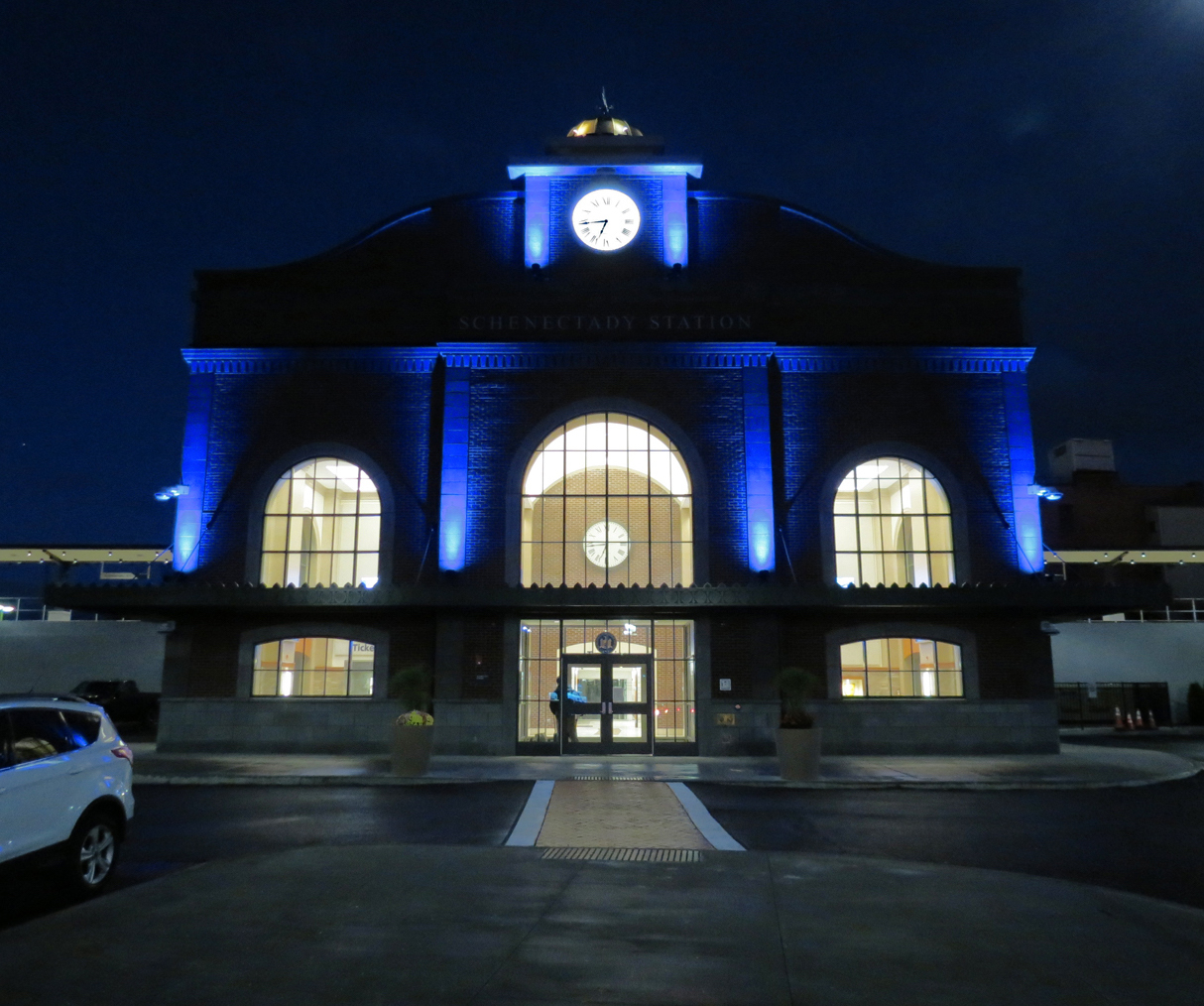
アムトラックのスケネクタディ駅

アムトラックのスケネクタディ駅がエリー・ブールバード332にある。スケネクタディ駅には下記の列車が停車する。
シカゴとニューヨーク・ボストン間の夜行長距離列車レイクショア・リミテッド号…1日1往復停車（当駅にはシカゴ-ニューヨーク間・シカゴ-ボストン間の編成とも停車  オールバニ・レンセラー駅にてニューヨーク編成&ボストン編成を 連結/切り離し）
トロントとニューヨーク間の昼行国際列車メイプルリーフ号…1日1往復停車
モントリオールとニューヨーク間の昼行国際列車アディロンダック号…1日1往復停車
バーモント州ラトランドとニューヨーク間の昼行中距離列車イーサン・アレン・エクスプレス号…1日1往復停車
ニューヨーク州ナイアガラフォールズとニューヨーク間の昼行中長距離列車エンパイア・サービス…1日2往復停車（ナイアガラフォールズ (ニューヨーク州)まで運行する便がスケネクタディ駅に停車）